# 约翰·霍金斯
约翰·霍金斯爵士（英語：John Hawkins，1532年—1595年11月12日），英國海軍司令、管理者、海盗、奴隸商人、商人、領航員、船艦建造者與私掠者。他的哥哥與貿易夥伴是威廉(b.c. 1519)。他被認為是首位以三角貿易盈利的英國商人，以從祖國向殖民地販賣供應缺乏的供應品為基礎，與他們在十六世紀後葉在聖多明哥與委內瑞拉的西班牙殖民地的黑奴需求。曾在伊莉莎白一世時期販賣奴隸，建立奴隸制度。他的艦隊曾打敗西班牙無敵艦隊。